# Тотовенц, Ваан
Ваа́н Тотове́нц (1893—1938) — армянский писатель и поэт.
Родился в Мезире, Западная Армения. Учился сначала на родине, а в 1915 году окончил Висконсинский университет в США. Во время Первой мировой войны добровольцем воевал на Кавказском фронте, был телохранителем и секретарём генерала Андраника Озаняна, редактировал газету «Айастан».
С 1922 года жил в Советской Армении.
Стал жертвой сталинизма, расстрелян, посмертно реабилитирован 29 января 1955 года.